# Hemeritrina

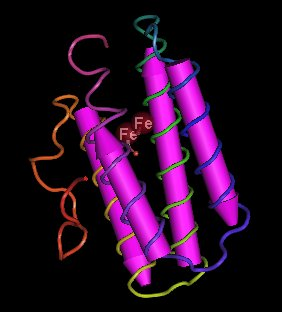
Proteína hemeritrina oxigenada simple.

La hemeritrina (de la griega αίμα = sangre, y ερυθρός = rojo) es una proteína oligomérica responsable del transporte de oxígeno (O2) en filos de invertebrados marinos, concretamente en sipuncúlidos, priapúlidos, braquiópodos, y también en anélidos del género Magelona. Recientemente, la hemoemeritrina fue descubierta en bacterias metanotróficas de la especie Methylococcus capsulatus. 
La miohemeritrina es una proteína monomérica que se une al oxígeno que se encuentra en los músculos de los invertebrados marinos. La hemeritrina y la miohemeritrina son esencialmente incoloras cuando están desoxigenadas, pero toman un color violeta-rosa en estado oxigenado.
La hemeritrina no contiene el grupo hemo, a pesar de que su nombre lo sugiera. Los nombres de los transportadores de oxígeno de los seres vivos, hemoglobina, hemocianina, y hemeritrina, no hacen referencia al grupo hemo de las globinas (únicamente presente en la hemoglobina), sino que derivan de la palabra griega que significa "sangre".

## Mecanismo de unión al oxígeno
El mecanismo de unión al dioxígeno de esta proteína es poco usual. La mayoría de los transportadores de oxígeno funcionan formando complejos de dioxígeno, pero la hemeritrina mantiene el oxígeno en forma de hidroperóxido. El sitio al que se une consta de un par de centros de hierro. Los átomos de hierro se unen a la proteína por medio de las cadenas laterales carboxilato de residuos de glutamato y aspartato y por cinco residuos de histidina. La hemeritrina y la miohemeritrina se describen a menudo por los estados de oxidación de los dos átomos de hierro:
| Fe2+—OH—Fe2+                           | desoxi (reducido) |
| Fe2+—OH—Fe3+                           | semi-met          |
| Fe3+—El—Fe3+—OOH-                      | oxi (oxidado)     |
| Fe3+—OH—Fe3+— (cualquier otro ligando) | met (oxidado)     |

La captación del oxígeno por la hemeritrina va acompañada de la oxidación por dos electrones del centro diferroso para producir un complejo hidroperóxido (OOH-). La unión del oxígeno se describe de forma general en este diagrama:

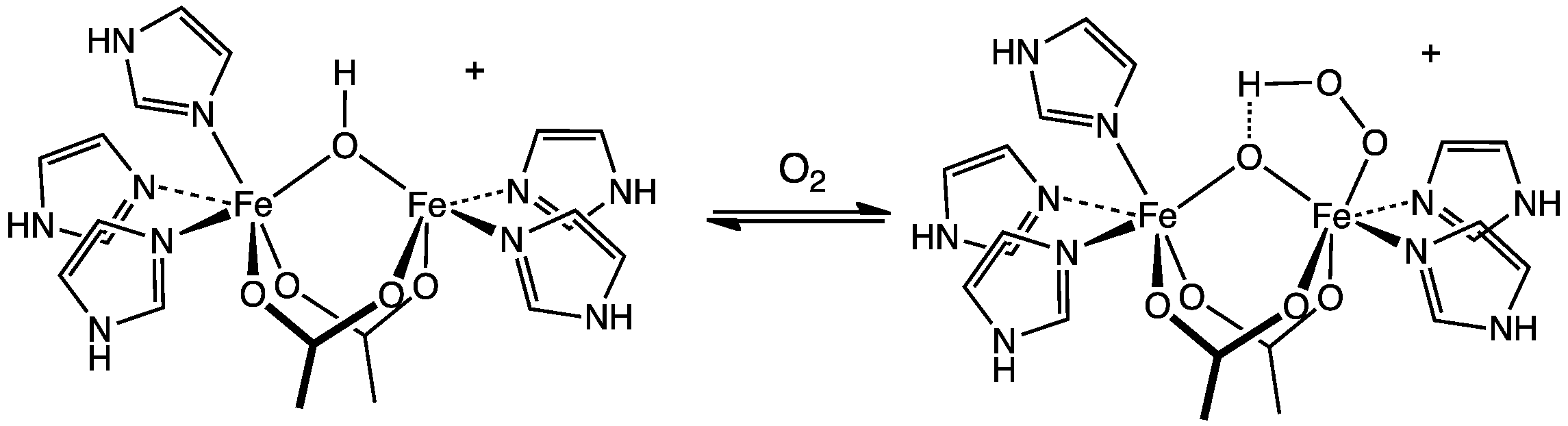
Sitio activo de la hemeritrina antes y después de la oxigenación.

La desoxihemeritrina contiene dos iónes ferrosos de alto espín con los que hace puente un grupo hidroxilo. Un hierro está hexacoordinado y el otro pentacoordinado. Un grupo hidroxilo sirve como ligando puente pero también funciona cómo donante de protones al sustrato El2. Esta transferencia de protones da lugar a la formación de un puente de un solo átomo de oxígeno (μ-oxo) en la oxihemeritrina y la methemeritrina. El O2 se une al centro Fe2+ pentacoordinado en el sitio de coordinación vacío. Después, los electrones se transfieren desde los iónes ferrosos para generar el centro férrico binuclear (Fe3+,Fe3+) con el peróxido unido.